# Fritz Karl
Fritz Karl (ur. 21 grudnia 1967 w Gmunden) – austriacki aktor filmowy, teatralny i telewizyjny.

## Filmografia

### Filmy
- 2001: Sophie - młodsza siostra Sissi (Sophie - Sissis kleine Schwester, TV) jako Ferdynand
- 2005: Miłość jest zbawieniem. Tajemnica czerwonego pałacyku jako Henri Clermont
- 2006: Wer früher stirbt, ist länger tot jako Lorenz Schneider
- 2007: Eine folgenschwere Affäre jako Benno
- 2009: Sisi (TV) jako hrabia Andrassy
- 2009: Diabeł z trzema złotymi włosami (Der Teufel mit den drei goldenen Haaren) jako Diabeł
- 2009: Faceci w wielkim mieście (Männerherzen) jako Martin
- 2012: Tom und Hacke jako Josef Achatz / Ami Joe
- 2013: Im weißen Rössl – Wehe Du singst! jako Leopold Brandmeyer
- 2012: Wieloskórka (Allerleirauh, TV) jako kucharz Mathis
- 2014: The Silent Mountain jako Fritz Weinberger
- 2015: Inspektor Jury - Mord im Nebel jako inspektor Jury

### Seriale TV

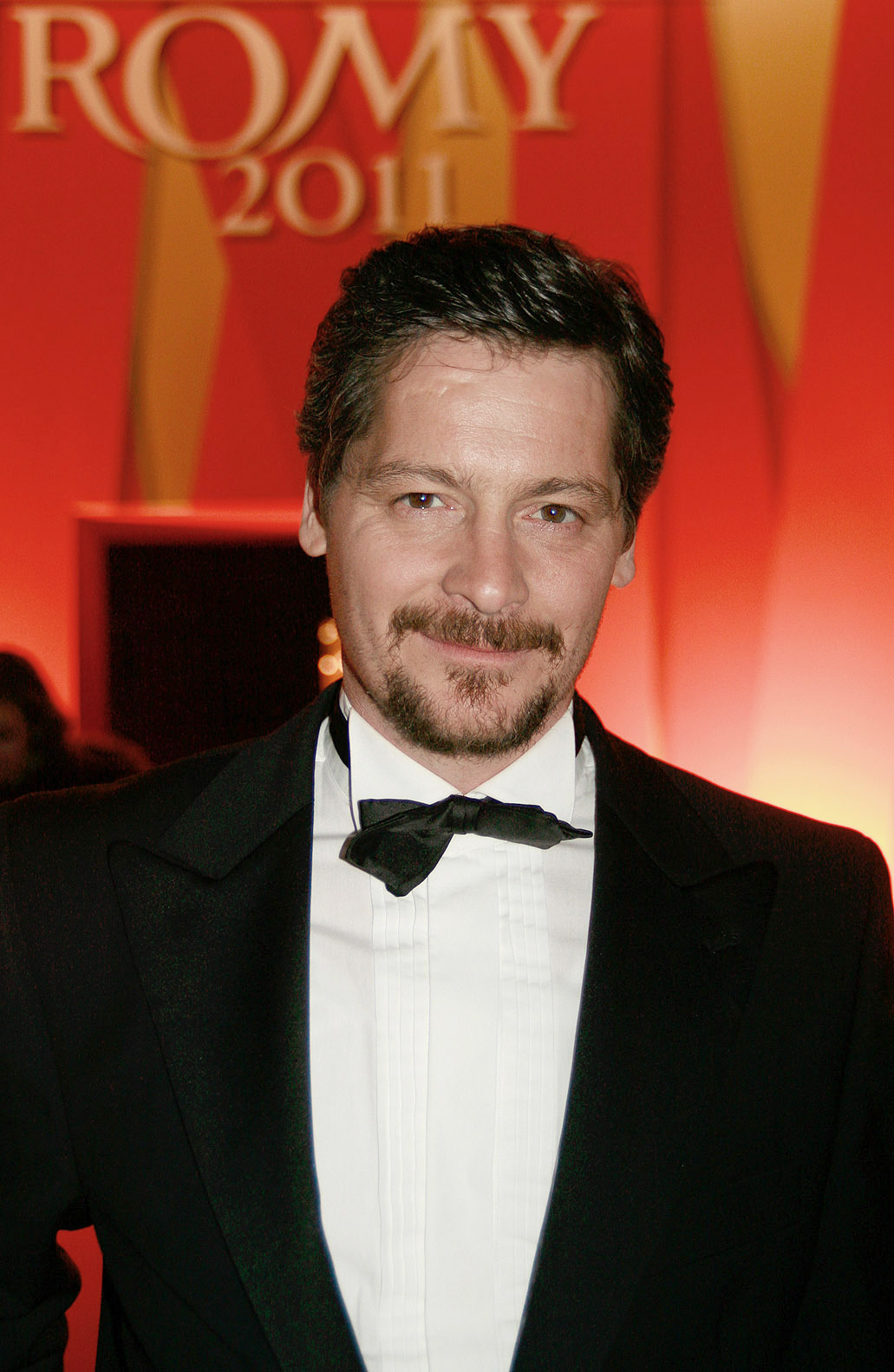
Fritz Karl (Romyverleihung 2011)

- 1996: Tatort: Tod und Teufel jako Walter Sedlak
- 1998: Komisarz Rex (Kommissar Rex) jako Gustav Kuhn
- 1998: Telefon 110 jako Rezzo
- 1999: Medicopter 117 jako Jeff
- 1999-2003: Julia - Eine ungewöhnliche Frau jako Sebastian Reidinger
- 2000: Telefon 110 jako Karl Hrulitschka
- 2002: Komisarz Rex (Kommissar Rex) jako Gerhard Kostial
- 2002: Medicopter 117 jako Rainer Wörtz
- 2005: Tatort: Die schlafende Schöne jako Leopold Landauer
- 2007: Zodiak – Der Horoskop-Mörder jako Anton Keller
- 2007: Tatort: Der Traum von der Au jako Jochen Bender / Handwerker Konrad Strobl
- 2008: Komisarz Rex (Il commissario Rex) jako Hugo Starke
- 2017: Falk jako Falk